# Kazushi Kimura
Kazushi Kimura, född 19 juli 1958 i Hiroshima prefektur, Japan, är en japansk tidigare fotbollsspelare.